# Lijst van voetbalinterlands Albanië - Roemenië (vrouwen)
Deze lijst van voetbalinterlands is een overzicht van alle officiële voetbalwedstrijden tussen de nationale vrouwenteams van Albanië en Roemenië. De landen hebben tot nu toe drie keer tegen elkaar gespeeld.

## Wedstrijden
| № | Plaats     | Datum           | Competitie           | Wedstrijd          | Uitslag |
| - | ---------- | --------------- | -------------------- | ------------------ | ------- |
| 1 | Boekarest  | 27 oktober 2015 | EK 2017 kwalificatie | Roemenië − Albanië | 3 − 0   |
| 2 | Tirana     | 2 juni 2016     | EK 2017 kwalificatie | Albanië − Roemenië | 0 − 3   |
| 3 | Târgoviște | 3 december 2024 | Vriendschappelijk    | Roemenië − Albanië | 1 − 2   |

## Samenvatting
| Competitie        | Totaal gespeeld | Winst Albanië | Gelijk | Winst Roemenië | Doelsaldo Albanië – Roemenië |
| ----------------- | --------------- | ------------- | ------ | -------------- | ---------------------------- |
| EK kwalificatie   | 2               | 0             | 0      | 2              | 0 − 6                        |
| Vriendschappelijk | 3               | 1             | 0      | 2              | 2 − 1                        |
| Totaal            | 3               | 1             | 0      | 2              | 2 − 7                        |